# Rosario Chiriano
Rosario Chiriano (Filadelfia, 23 gennaio 1934) è un politico italiano.

## Biografia
Laureato in giurisprudenza, è avvocato. Iscritto alla DC dal 1952, è dirigente di Azione Cattolica, è stato consigliere comunale e sindaco di Filadelfia (nella provincia di Vibo Valentia), consigliere regionale (divenendo anche presidente del Consiglio Regionale della Calabria) e deputato alla Camera dal 1987 al 1992 nella X legislatura.
Nel 1994 è stato candidato alla Camera con il Movimento Meridiionale, ottenendo il 3,9% dei voti nel collegio di Catanzaro, senza risultare eletto.